# Vägkantslav
Vägkantslav (Trapelia coarctata) är en lavart som först beskrevs av James Edward Smith, och fick sitt nu gällande namn av M. Choisy. Vägkantslav ingår i släktet Trapelia och familjen Trapeliaceae.  Arten är reproducerande i Sverige. Inga underarter finns listade i Catalogue of Life.